# Харківгаз
АТ «Харківга́з» — акціонерне товариство зі штаб-квартирою в місті Харкові, основним напрямком діяльності якого є розподіл природного газу споживачам Харківської області.

## Історія
Історія АТ «Харківгаз» бере свій початок з 1975 року. 1 листопада 1975 року на базі Харківської міжобласної виробничої контори по експлуатації газового господарства створено міжрайонне виробниче об'єднання «Харківгаз». 
З грудня 1991 року виробниче об'єднання «Харківгаз» перейменоване в підприємство по газопостачанню і газифікації «Харківгаз», на базі якого 1998 року створене акціонерне товариство.
До січня 2023 року АТ «Харківгаз» належало ПрАТ «Газтек», фактичним власником підприємства був Дмитро Фірташ.
23 січня 2023 року, АТ «Харківгаз» перейшло під державне управління групи компаній НАК «Нафтогаз України».

## Структура
- Дергачівське відділення: Дергачівська дільниця, Пересічанська дільниця, Золочівська дільниця, Богодухівська дільниця;
- Зміївське відділення: Зміївська дільниця, Слобожанська дільниця, Первомайська дільниця, Нововодолазька дільниця, Валківська дільниця, Коломацьке відділення, Краснокутська дільниця;
- Красноградське відділення: Красноградська дільниця, Зачепилівське відділення, Кегичівська дільниця, Лозівська дільниця, Близнюківське відділення, Сахновщанська дільниця;
- Куп'янське відділення: Куп'янська дільниця, Великобурлуцьке відділення, Шевченківська дільниця, Дворічанська дільниця, Ізюмська дільниця, Барвенківська дільниця, Борівська дільниця;
- Мереф'янське відділення: Мереф'янська дільниця, Безлюдівська дільниця, Роганська дільниця, Липецька дільниця, Височанська дільниця, Южанське відділення, Пісочинське відділення, Люботинська дільниця;
- Чугуївське відділення: Вовчанська дільниця, Старосалтівське відділення, Чугуївська дільниця, Чкалівська дільниця, Печенізьке відділення, Балаклійська дільниця, Андріївське відділення.[4]

## Діяльність
Сучасне АТ «Харківгаз» обслуговує 17 тис. км. газопроводів в Харківській області, 2 тис. регуляторних пунктів. Компанія доставляє природний газ до 450 тис. домоволодінь Харківщини і понад 2 тис. споживачам-юридичним особам. Крім того, компанія надає послуги від оформлення технічних умов до газифікації "під ключ", заміни, обслуговування внутрішньобудинкових мереж та обладнання, установки та повірки лічильників газу, виконання проектних робіт та виготовлення технічних умов. Має розвинену мережу онлайн-послуг для клієнтів компанії.